# 孫興慜
孫興慜（韩语：／ Son Heung-min，1992年7月8日—），南韓職業足球運動員，目前於美國職業足球大聯盟球隊洛杉磯FC，亦是韓國國家足球隊的隊長，司職前鋒及翼鋒。
在中文文化圈，孫興慜号称“亞洲一哥”，效力英超球隊熱刺期間，其於21-22賽季聯賽中以23粒進球獲得英超金靴獎，是首位在歐洲五大聯賽中成為神射手的亞洲球員。他也是首位在英超聯賽打進100球的亚洲球員，還是首位以隊長身份帶領歐洲球隊贏得主要歐洲賽事冠軍（2024–25年歐霸盃）的亞洲球員。

## 球會生涯

### 汉堡
孫興慜沒有在韓國經典K聯賽開始自己的職業球員生涯，16歲加入德甲球队汉堡的青年隊。
孙兴慜在2010年夏季进入汉堡一线队，并在和車路士的热身赛中打进絕殺球，帮助汉堡2比1絕殺对手，一战成名。
孙兴慜在热身赛的精彩表现使得称赞他是韩国的，并表示他将有可能成为下一个車範根。
但孫興慜的德國之路並不是一帆風順，在加盟漢堡一年之後，他並沒有得到這支德國球隊的喜愛，他成為自由球員回流市場，而且在接下來的6個月裡，他都沒有加盟任何一支球隊。但即便是身為自由球員，他還是被韓國U17國家隊徵召，並且在U17世界盃上證明了自己，他絕對是一名能夠在歐洲球壇掀起波瀾的一個好球員。在U-17世界杯的5場比賽中，孫興慜射入了3球，幫助球隊一路殺到了八強。也正是因為他在U-17世界杯上的出色表現，使得漢堡重新簽回了這名亞洲球員。
但孙兴慜在之后热身赛遭受跖骨骨折，这也使他在德甲赛场的亮相推迟到2010年10月30日。这一天他在汉堡2比3负于科隆的比赛中首次出场，并在第24分钟打进职业生涯的首个进球。这个进球也打破39年前由曼弗雷德·卡尔茨创造的汉堡球员德甲进球最年轻纪录、歐洲頂級聯賽最年輕的韓國球員、第一個在歐洲聯賽完成帽子戲法的韓國球員。11月4日，汉堡宣布和他续约至2014年6月30日。

### 勒沃库森
2013年6月14日，勒沃库森确认将以创俱乐部转会纪录的1000万欧元身价签入孙兴慜，合约為期5年。

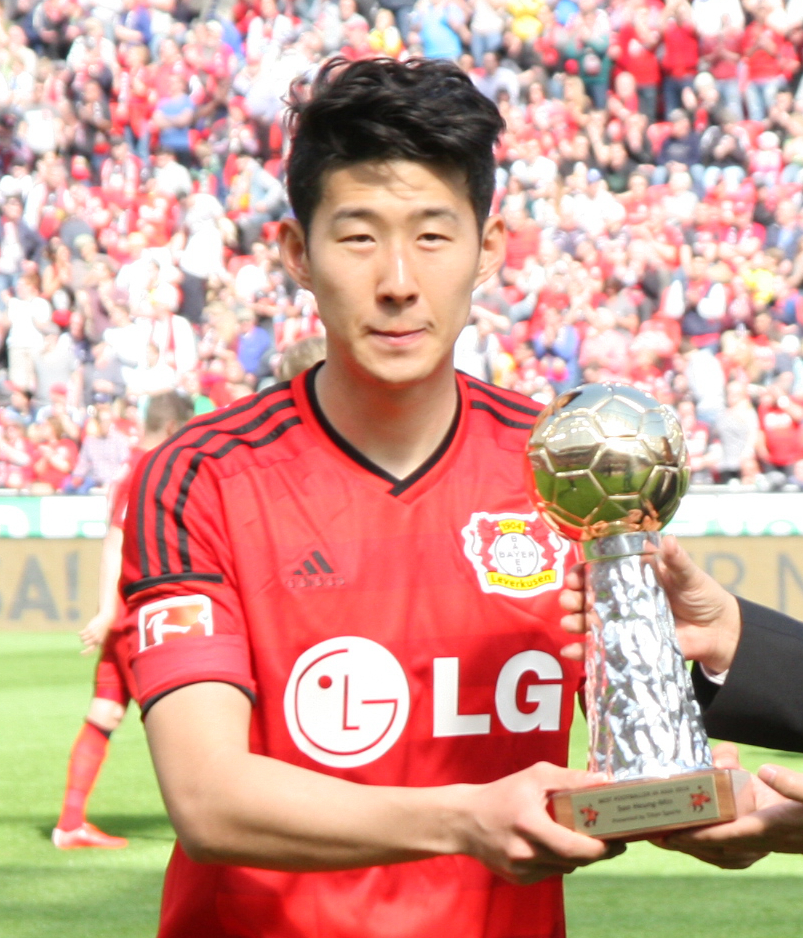
效力勒沃库森的孙兴慜，2014年

孙兴慜接受德國媒體採訪時，他很滿意2014年的表現：「我很開心應該沒有辜負球隊的期望，但我也有段時間不在狀況內，不過這就是足球。而且這一季進球來到兩位數，這聽起來確實也比9好很多。」
在比賽中，他能夠利用自己的速度輕易突破對手的防守，然後想辦法幫助球隊取得入球。孫興慜另外一個突出屬性是他的門前射門能力，他在對慕遜加柏的比賽中用一腳遠射攻開了對手大門。而在今季之前，他的很多入球都來自於左路內切，但在今季這名韓國攻擊手幾乎只在左路活動。這名韓國國腳能夠在前場適應多個位置，在效力漢堡的時候，孫興慜有時候會出現在中鋒的位置上，但在利華古遜由於的存在，讓他並沒有什麼機會出現在這個位置之上。

### 熱刺
孫興慜在2015年8月28日以3000万欧元加盟英超球队熱刺，穿起7號球衣，超越中田英寿创下的2500万欧元转会费，成為史上最貴亞洲球員。同年9月13日，孙兴慜在英超对阵桑德兰的比赛中首次亮相。9月17日，在欧联杯与卡拉巴克的小组赛中梅开二度，首次为热刺取得进球。仅三天后，又在英超与水晶宫的比赛中打进个人首個英超进球。
2016年至2017年球季前孫興慜曾向領隊波切蒂諾申請離隊，但最終選擇留隊爭取一席位。2016年10月14日，孙兴慜荣获该年9月的英超最佳球员，成为韩国乃至亚洲第一位该奖项的获奖者。2017年11月5日，在热刺1比0战胜水晶宫的比赛中，孫興慜攻入英超第20球，超越前輩朴智星，成為英超入球最多亞洲球員。
2018年至2019年球季，热刺位處白鹿巷旧址的新球场于2019年4月3日启用，球队也迎来了自己在新主场的首秀。比赛第55分钟，孙兴慜接的传球，在禁区内晃过对方多名防守队员后劲射破门，打入托特纳姆热刺球场落成后的第一粒进球，热刺也最终2-0击败水晶宫取得新球场首胜。6天后在对阵曼城的欧冠四分之一决赛首回合中，孙兴慜于第78分钟在边线停球后，晃开曼城队多名防守队员破门，帮助球队1-0力克曼城。孙兴慜由此打入新球场在欧冠比赛中的首粒进球。孙兴慜两回合累计打入3球，帮助热刺淘汰曼城，历史性晋级欧冠四强。次回合比赛结束后，孙兴慜的欧冠总进球数来到12球，超越乌兹别克斯坦名宿，成为欧冠历史上进球最多的亚洲球员。但在2019年6月2日举行的欧冠决赛中，热刺0-2负于利物浦，无缘欧冠冠军。
2019年至2020年球季，孙兴慜於2020年2月18日對陣阿士東維拉的比賽中遭受右臂骨折，预计将缺阵6个月。在2019新型冠狀病毒的影响下英超联赛停摆后，孙兴慜返回韩国进行隔离和军事训练三周。
2020年至2021年球季，孫興慜在2020年9月20日對陣南安普敦的比賽大放異彩，在26分钟内连续踢进4球，助球隊以5比2勝出，也成为第一位在英超完成大四喜的亚洲球员（其队友也成为英超历史上第一位助攻同一位队友获得大四喜的球员）。在2020年10月4日的英超联赛比赛中，孫興慜在熱刺客場對陣曼聯時贡献兩球及一助攻，帮助热刺以6-1获胜，这是热刺在老特拉福德的最大胜利，也是自1932年主队获胜以来熱刺对曼联的最好成绩。2020年11月13日，孫興慜榮獲該年10月的英超最佳球員。2020年12月17日，德国转会市场更新了球員身價排行榜，他的身價從7500萬歐元上升至9000萬歐元，繼續刷新亞洲球員的身價紀錄。
2021年至2022年球季前，孫興慜於2021年7月23日宣布和熱刺續約4年。2022年4月9日，孫興慜在對陣阿斯頓維拉的比賽大放異彩，成功施展帽子戲法，助球隊以4比0勝出。2022年5月22日，在英超賽季的最後一場比賽，熱刺在客場迎戰確定降級的墊底球隊諾維奇城，孫興慜在比赛中打入兩球，最終聯賽進球數為23球，與利物浦頭號球星穆罕默德·薩拉赫共享英格蘭超級聯賽金靴獎，成為歐洲五大聯賽史上首位獲得金靴獎的亞洲球員。

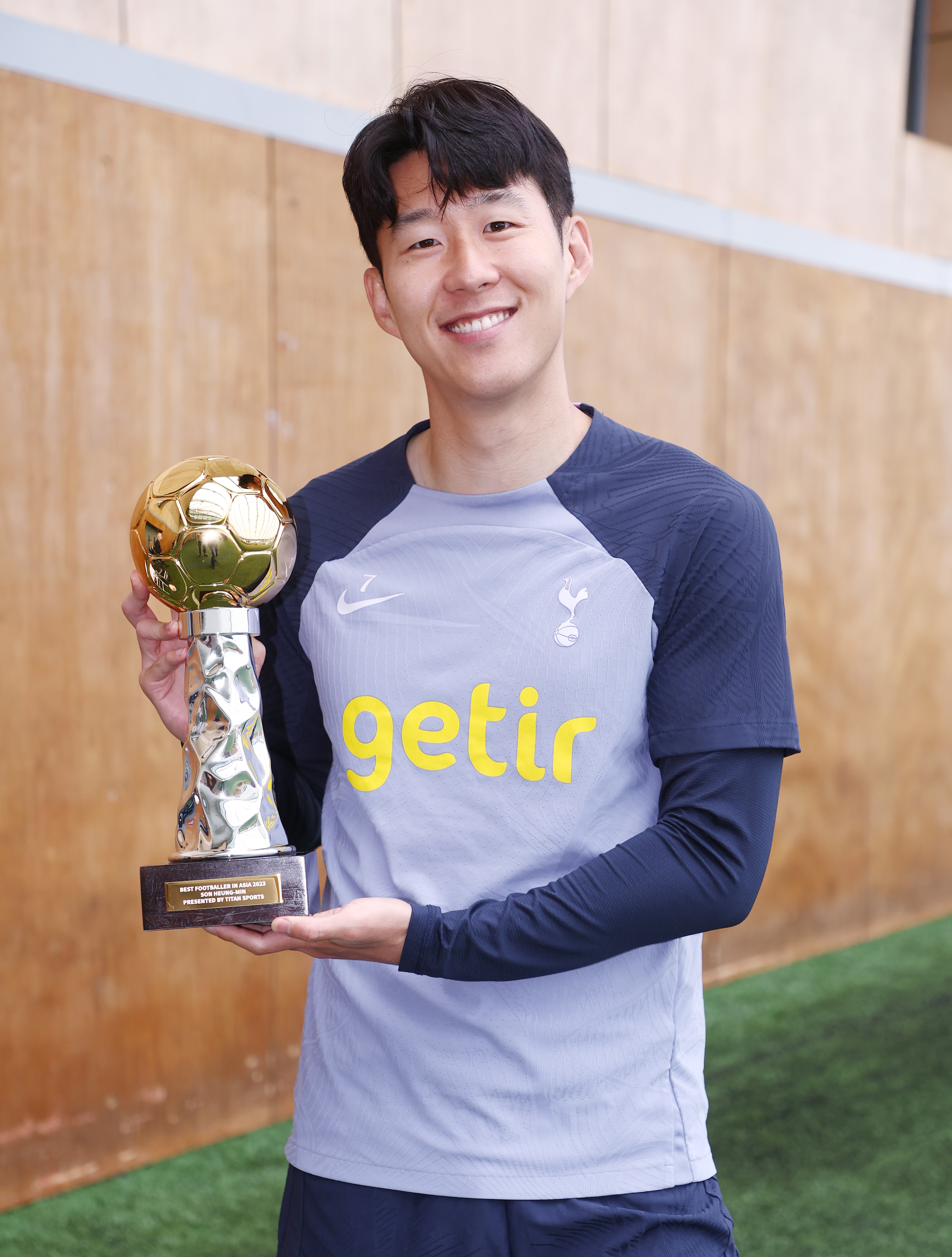
效力熱刺的孫興慜，2024年

2022年至2023年球季，2022年9月17日，孫興慜在對陣萊斯特城的比賽中結束了進球荒，當時他替補出場，在13分鐘內上演帽子戲法，幫助熱刺以6-2獲勝。
2023年4月8日，孫興慜在對陣布萊頓的比賽中進球，成為首位英超聯賽進球達到100球的亞洲球員。同年8月，热刺宣布任命孙兴慜接替未来即将离队的雨果·洛里斯担任球队队长。
2024年12月16日，孫興慜在與南安普敦的比賽中僅打入一球，助攻兩次，這使得他成為了熱刺隊史上英超助攻數量最多的球員，總助攻數達到68次。
2025年1月，热刺宣布与孙兴慜续约到2026年。
2025年5月21日，孫興慜奪得加入熱刺10年後第一個歐洲賽事冠軍（歐霸盃冠軍），並協助球隊終結長達17年的冠軍荒。2025年8月1日，孫興慜在首爾舉行的季前賽記者會上宣布，他將在賽季開始前離開熱刺。 

### 洛杉矶FC
2025年8月7日，美国洛杉矶FC正式宣布孙兴慜加盟球队，并继续身披7号球衣。

## 国家队生涯
由于在德甲赛场的出色表现，没有国家队经验的孙兴慜在2010年底被选入韩国国家队参加2011年亚洲杯足球赛的名单。12月30日，孙兴慜在和叙利亚的友谊赛中第一次代表国家队出战。
2014年世界盃足球賽，南韓出戰阿爾及利亞，上半場即遭對手以3球血洗，換邊後至第50分鐘，孫興慜在前場接獲隊友奇誠庸的長傳，停球後一個假晃轉身，盤球後即冷不防左腳抽射，球穿越阿爾及利亞門將的胯下破網，孫興慜這記入球展現高超的個人技藝，再次證明自己今年歐洲聯賽百大球星唯一亞洲球員的身手。最終，南韓還是無法將比數進一步拉近，以2-4不敵北非球隊阿爾及利亞。
2016年代表韓國奧運隊出戰奧運男足決賽周，跟隨韓國U23代表隊出戰里約熱內盧奧運會，孫興慜又謂：「我恨不得和隊友並肩作戰，並嘗試盡快跟奧運隊會合，我要協助球隊連續兩屆奪得奧運獎牌。」孫興慜為奧運男足決賽周上場4次、攻入2球，在男子足球爭奪四強賽的比賽上，韓國奧運足球隊則以0比1負於洪都拉斯，8強止步。
2018年夏天，孙兴慜代表韓國隊出戰2018年世界盃足球賽決賽周，他分別在對戰墨西哥與德國的比賽當中各射入一球，令自己在世界盃上的入球追平前輩朴智星及安贞桓，而且更是现时六位入球最多的亚洲球员中唯一一位未退出國家队的。
2018年亞運男足決賽，韓國U23代表隊成員之一的孫興慜成功協助韓國U23於決賽擊敗日本U23代表隊，同時韓國U23代表隊選手免除兵役。
孙兴慜被保罗·本托徵召参加在阿联酋举行的2019年亚洲杯，但由于与热刺有协议，他错过了前两场小组赛。他在对中国的第三场小组赛中录得一次助攻。韓國隊於四分之一决赛中败给最终的冠军卡塔尔。
2022年世界盃足球賽，负伤上阵的孙兴慜於第三场小组赛最後階段交出助攻，協助韓國隊擊敗葡萄牙。韓國隊也因此勝仗晉身十六強，可惜最終以4：1不敵巴西，止步十六強。
2024年亚洲杯足球赛，孙兴慜在韩国对阵约旦的第一场小组赛打入一球，对马来西亚的第三场小组赛打入一粒点球。他于八强补时阶段打入任意球，协助韩国绝杀澳大利亚。韩国队最终以0：2不敌约旦，止步四强。

## 踢球風格
孫興慜是一個頗爲全面的進攻球員，左右脚皆能靈活運用，能適應前鋒、前腰和翼衛等多個位置，因而在賽場上經常擔任策動進攻的重要核心；孫興慜亦擁有極爲優越的奔跑爆發力，效力熱刺時經常一人帶球於邊路突進甩開前去防守的敵隊球員，造成極具威脅的反擊。

## 個人生活
孫興慜的父親孫雄正是一名在韓國球壇有很大影響力的人物，所以孫興慜的成功很大程度上源於父親對他的鞭策。他兄长손흥윤（汉字名不详，音译为孙兴润）也是足球运动员。
孫興慜在COVID-19冠狀病毒大流行期間暫停了足球活動來完成韓國的強制性服兵役。在亞運會上，他獲得了一枚金牌獲免服兵役的權利，但無論是否獲得豁免，他都必須接受基本的軍事訓練。他於2020年4月至2020年5月在濟州特別自治道的韓國海軍陸戰隊完成了基礎訓練，在157名學員中名列前五名。
孫興慜會說英語，德語和韓語。
孫興慜曾經在2019年取道北京去北韓的平壤準備參加當時的世界杯預選賽，但後來北韓政府把賽事轉移到了上海舉行。但直到2022年北韩官方电视台才首次在国内公开孫興慜作为韩国国家足球队长的身份。

## 生涯數據

### 俱樂部
最後更新：2025年5月25日
| 俱樂部   | 賽季      | 聯賽     | 聯賽 | 聯賽 | 國家盃賽 | 國家盃賽 | 聯賽盃賽 | 聯賽盃賽 | 歐戰 | 歐戰 | 總計 | 總計 |
| 俱樂部   | 賽季      | 級別     | 出賽 | 進球 | 出賽     | 進球     | 出賽     | 進球     | 出賽 | 進球 | 出賽 | 進球 |
| -------- | --------- | -------- | ---- | ---- | -------- | -------- | -------- | -------- | ---- | ---- | ---- | ---- |
| 漢堡二隊 | 2009–2010 | 德北部   | 6    | 1    | —        | —        | —        | —        | —    | —    | 6    | 1    |
| 漢堡     | 2010–2011 | 德甲     | 13   | 3    | 1        | 0        | —        | —        | —    | —    | 14   | 3    |
| 漢堡     | 2011–2012 | 德甲     | 27   | 5    | 3        | 0        | —        | —        | —    | —    | 30   | 5    |
| 漢堡     | 2012–2013 | 德甲     | 33   | 12   | 1        | 0        | —        | —        | —    | —    | 34   | 12   |
| 漢堡     | 總計      | 總計     | 73   | 20   | 5        | 0        | —        | —        | —    | —    | 78   | 20   |
| 勒沃庫森 | 2013–2014 | 德甲     | 31   | 10   | 4        | 2        | —        | —        | 8    | 0    | 43   | 12   |
| 勒沃庫森 | 2014–2015 | 德甲     | 30   | 11   | 2        | 1        | —        | —        | 10   | 5    | 42   | 17   |
| 勒沃庫森 | 2015–2016 | 德甲     | 1    | 0    | 0        | 0        | —        | —        | 1    | 0    | 2    | 0    |
| 勒沃庫森 | 總計      | 總計     | 62   | 21   | 6        | 3        | —        | —        | 19   | 5    | 87   | 29   |
| 熱刺     | 2015–2016 | 英超     | 28   | 4    | 4        | 1        | 1        | 0        | 7    | 3    | 40   | 8    |
| 熱刺     | 2016–2017 | 英超     | 34   | 14   | 5        | 6        | 0        | 0        | 8    | 1    | 47   | 21   |
| 熱刺     | 2017–2018 | 英超     | 37   | 12   | 7        | 2        | 2        | 0        | 7    | 4    | 53   | 18   |
| 熱刺     | 2018–2019 | 英超     | 31   | 12   | 1        | 1        | 4        | 3        | 12   | 4    | 48   | 20   |
| 熱刺     | 2019–2020 | 英超     | 30   | 11   | 4        | 2        | 1        | 0        | 6    | 5    | 41   | 18   |
| 熱刺     | 2020–2021 | 英超     | 37   | 17   | 2        | 0        | 3        | 1        | 9    | 4    | 51   | 22   |
| 熱刺     | 2021–2022 | 英超     | 35   | 23   | 2        | 0        | 4        | 0        | 4    | 1    | 45   | 24   |
| 熱刺     | 2022–2023 | 英超     | 36   | 10   | 3        | 2        | 0        | 0        | 8    | 2    | 47   | 14   |
| 熱刺     | 2023–2024 | 英超     | 35   | 17   | 0        | 0        | 1        | 0        | —    | —    | 36   | 17   |
| 熱刺     | 2024–2025 | 英超     | 30   | 7    | 2        | 0        | 4        | 1        | 10   | 3    | 46   | 11   |
| 熱刺     | 總計      | 總計     | 333  | 127  | 30       | 14       | 21       | 5        | 70   | 27   | 454  | 173  |
| 生涯總計 | 生涯總計  | 生涯總計 | 474  | 169  | 41       | 17       | 21       | 5        | 89   | 32   | 625  | 223  |

1. ↑  包含德國足協盃、英格蘭足總盃
2. ↑  包含英格蘭足球聯賽盃
3. 1 2 3 4 5 6 7  在歐洲冠軍聯賽出賽
4. 1 2 3  在歐足總歐洲聯賽出賽
5. ↑  6次歐洲冠軍聯賽出賽並取得1進球，2次歐足總歐洲聯賽出賽
6. ↑  在欧足联欧洲协会联赛出賽

### 國家隊
最後更新：2025年6月10日
| 國家隊   | 年分     | 出賽 | 進球 |
| -------- | -------- | ---- | ---- |
| 南韓U17  | 2008     | 10   | 4    |
| 南韓U17  | 2009     | 8    | 3    |
| 南韓U17  | 總計     | 18   | 7    |
| 南韓U23  | 2016     | 4    | 2    |
| 南韓U23  | 2018     | 6    | 1    |
| 南韓U23  | 總計     | 10   | 3    |
| 南韓     | 2010     | 1    | 0    |
| 南韓     | 2011     | 7    | 1    |
| 南韓     | 2012     | 3    | 0    |
| 南韓     | 2013     | 11   | 4    |
| 南韓     | 2014     | 12   | 2    |
| 南韓     | 2015     | 12   | 9    |
| 南韓     | 2016     | 6    | 1    |
| 南韓     | 2017     | 9    | 3    |
| 南韓     | 2018     | 13   | 3    |
| 南韓     | 2019     | 13   | 3    |
| 南韓     | 2020     | 2    | 0    |
| 南韓     | 2021     | 7    | 4    |
| 南韓     | 2022     | 12   | 5    |
| 南韓     | 2023     | 8    | 6    |
| 南韓     | 2024     | 15   | 10   |
| 南韓     | 2025     | 3    | 0    |
| 南韓     | 總計     | 134  | 51   |
| 生涯總計 | 生涯總計 | 139  | 47   |

### 國家隊進球
最後更新：2025年6月10日
进球比分与最终比分以韩国队得分为先，每一栏代表孙兴慜打进一球。
| #  | 日期           | 場館                                                                                 | 場次 | 對手       | 進球比分 | 最終比分     | 賽事                       |
| -- | -------------- | ------------------------------------------------------------------------------------ | ---- | ---------- | -------- | ------------ | -------------------------- |
| 1  | 2011年1月18日  | ，杜哈 · 薩尼·本·賈西姆體育場（Al Gharafa Stadium）                                  | 3    | 印度       | 4–1      | 4–1          | 2011年亞足聯亞洲盃         |
| 2  | 2013年3月26日  | ，首爾 · 首爾世界盃競技場（Seoul World Cup Stadium）                                 | 13   |            | 2–1      | 2–1          | 2014年國際足總世界盃外圍賽 |
| 3  | 2013年9月6日   | ，仁川 · 仁川足球場（Incheon Football Stadium）                                      | 17   | 海地       | 1–0      | 4–1          | 熱身賽                     |
| 4  | 2013年9月6日   | ，仁川 · 仁川足球場（Incheon Football Stadium）                                      | 17   | 海地       | 4–1      | 4–1          | 熱身賽                     |
| 5  | 2013年10月15日 | ，天安市 · 天安體育場（Cheonan Stadium）                                             | 20   |            | 2–1      | 3–1          | 熱身賽                     |
| 6  | 2014年3月5日   | 希腊，雅典 · 卡雷斯卡基斯體育場（Karaiskakis Stadium）                               | 23   | 希腊       | 2–0      | 2–0          | 熱身賽                     |
| 7  | 2014年6月22日  | 巴西，阿雷格里港 · 河岸球場（Estádio Beira-Rio）                                     | 27   | 阿尔及利亚 | 1–3      | 2–4          | 2014年世界盃足球賽         |
| 8  | 2015年1月22日  | ，墨爾本 · 墨爾本矩形球場（Melbourne Rectangular Stadium）                           | 37   |            | 1–0      | 2–0          | 2015年亞足聯亞洲盃         |
| 9  | 2015年1月22日  | ，墨爾本 · 墨爾本矩形球場（Melbourne Rectangular Stadium）                           | 37   | 2–0        |          | 2–0          | 2015年亞足聯亞洲盃         |
| 10 | 2015年1月31日  | ，雪梨 · 澳大利亞體育場（Stadium Australia）                                         | 39   |            | 1–1      | 1–2          | 2015年亞足聯亞洲盃         |
| 11 | 2015年6月16日  | 泰國，曼谷 · 拉加曼加拉體育場（Rajamangala Stadium）                                 | 43   | 緬甸       | 2–0      | 2–0          | 2018年國際足總世界盃外圍賽 |
| 12 | 2015年9月3日   | ，華城市 · 華城體育場（Hwaseong Stadium）                                            | 44   |            | 2–0      | 8–0          | 2018年國際足總世界盃外圍賽 |
| 13 | 2015年9月3日   | ，華城市 · 華城體育場（Hwaseong Stadium）                                            | 44   | 5–0        |          | 8–0          | 2018年國際足總世界盃外圍賽 |
| 14 | 2015年9月3日   | ，華城市 · 華城體育場（Hwaseong Stadium）                                            | 44   | 7–0        |          | 8–0          | 2018年國際足總世界盃外圍賽 |
| 15 | 2015年11月17日 | ，永珍 · 新寮國國家體育場（New Laos National Stadium）                               | 46   |            | 3–0      | 5–0          | 2018年國際足總世界盃外圍賽 |
| 16 | 2015年11月17日 | ，永珍 · 新寮國國家體育場（New Laos National Stadium）                               | 46   | 5–0        |          | 5–0          | 2018年國際足總世界盃外圍賽 |
| 17 | 2016年10月6日  | ，水原市 · 水原世界盃競技場（Suwon World Cup Stadium）                               | 50   |            | 3–2      | 3–2          | 2018年國際足總世界盃外圍賽 |
| 18 | 2017年10月10日 | 瑞士，比爾 · 天梭競技場（Tissot Arena）                                              | 59   | 摩洛哥     | 1–3      | 1–3          | 熱身賽                     |
| 19 | 2017年11月10日 | ，水原市 · 水原世界盃競技場（Suwon World Cup Stadium）                               | 60   | 哥伦比亚   | 1–0      | 2–1          | 熱身賽                     |
| 20 | 2017年11月10日 | ，水原市 · 水原世界盃競技場（Suwon World Cup Stadium）                               | 60   | 哥伦比亚   | 2–0      | 2–1          | 熱身賽                     |
| 21 | 2018年5月28日  | ，大邱市 · 大邱體育場（Daegu Stadium）                                               | 64   |            | 1–0      | 2–0          | 熱身賽                     |
| 22 | 2018年6月23日  | 俄羅斯，頓河畔羅斯托夫 · 羅斯托夫競技場（Rostov Arena）                              | 69   | 墨西哥     | 1–2      | 1–2          | 2018年世界盃足球賽         |
| 23 | 2018年6月27日  | 俄羅斯，喀山 · 阿克巴爾斯競技場（Ak Bars Arena）                                     | 70   | 德国       | 1–0      | 2–0          | 2018年世界盃足球賽         |
| 24 | 2019年3月26日  | ，首爾 · 首爾世界盃競技場（Seoul World Cup Stadium）                                 | 79   | 哥伦比亚   | 1–0      | 2–1          | 熱身賽                     |
| 25 | 2019年10月10日 | ，華城市 · 華城體育場（Hwaseong Stadium）                                            | 84   | 斯里蘭卡   | 1–0      | 8–0          | 2022年國際足總世界盃外圍賽 |
| 26 | 2019年10月10日 | ，華城市 · 華城體育場（Hwaseong Stadium）                                            | 84   | 斯里蘭卡   | 5–0      | 8–0          | 2022年國際足總世界盃外圍賽 |
| 27 | 2021年6月13日  | ，高陽市 · 高陽體育場（Goyang Stadium）                                              | 91   | 黎巴嫩     | 2–1      | 2–1          | 2022年國際足總世界盃外圍賽 |
| 28 | 2021年10月7日  | ，安山市 · 安山体育场（Ansan Wa~ Stadium）                                           | 93   | 叙利亚     | 2–1      | 2–1          | 2022年國際足總世界盃外圍賽 |
| 29 | 2021年10月12日 | 伊朗，德黑兰 · 阿薩迪體育場（Azadi Stadium）                                         | 94   | 伊朗       | 1–0      | 1–1          | 2022年國際足總世界盃外圍賽 |
| 30 | 2021年11月16日 | ，赖扬 · 萨尼·本·贾西姆体育场（Thani bin Jassim Stadium）                            | 96   | 伊拉克     | 2–0      | 3–0          | 2022年國際足總世界盃外圍賽 |
| 31 | 2022年3月24日  | ，首尔 · 首爾世界盃競技場（Seoul World Cup Stadium）                                 | 97   | 伊朗       | 1–0      | 2–0          | 2022年國際足總世界盃外圍賽 |
| 32 | 2022年6月6日   | ，大田 · 大田世界盃競技場（Daejeon World Cup Stadium）                               | 100  | 智利       | 2–0      | 2–0          | 热身赛                     |
| 33 | 2022年6月10日  | ，水原市 · 水原世界盃競技場（Suwon World Cup Stadium）                               | 101  | 巴拉圭     | 2–1      | 2–2          | 热身赛                     |
| 34 | 2022年9月23日  | ，高陽市 · 高陽體育場（Goyang Stadium）                                              | 103  |            | 2–2      | 2–2          | 热身赛                     |
| 35 | 2022年9月27日  | ，首尔 · 首爾世界盃競技場（Seoul World Cup Stadium）                                 | 104  | 喀麦隆     | 1–0      | 1–0          | 热身赛                     |
| 36 | 2023年3月24日  | ，蔚山 · 蔚山文殊足球競技場（Ulsan Munsu Football Stadium）                          | 109  | 哥伦比亚   | 1–0      | 2–2          | 热身赛                     |
| 37 | 2023年3月24日  | ，蔚山 · 蔚山文殊足球競技場（Ulsan Munsu Football Stadium）                          | 109  | 哥伦比亚   | 2–0      | 2–2          | 热身赛                     |
| 38 | 2023年10月17日 | ，水原市 · 水原世界盃競技場（Suwon World Cup Stadium）                               | 114  | 越南       | 4–0      | 6–0          | 热身赛                     |
| 39 | 2023年11月16日 | ，首尔 · 首爾世界盃競技場（Seoul World Cup Stadium）                                 | 115  | 新加坡     | 3–0      | 5–0          | 2026年國際足協世界盃外圍賽 |
| 40 | 2023年11月21日 | 中国，深圳市 · 深圳大运中心                                                          | 116  | 中國       | 1–0      | 3–0          | 2026年國際足協世界盃外圍賽 |
| 41 | 2023年11月21日 | 中国，深圳市 · 深圳大运中心                                                          | 116  | 中國       | 2–0      | 3–0          | 2026年國際足協世界盃外圍賽 |
| 42 | 2024年1月20日  | ，多哈 · 图玛玛体育场（Al Thumama Stadium）                                          | 119  | 中國       | 1–0      | 2–2          | 2023年亞足聯亞洲盃         |
| 43 | 2024年1月25日  | ，沃克拉 · 南部体育场（Al Janoub Stadium）                                           | 120  | 马来西亚   | 3–2      | 3–3          | 2023年亞足聯亞洲盃         |
| 44 | 2024年2月2日   | ，沃克拉 · 南部体育场（Al Janoub Stadium）                                           | 122  |            | 2–1      | 2–1 （加时） | 2023年亞足聯亞洲盃         |
| 45 | 2024年3月21日  | ，首尔 · 首爾世界盃競技場（Seoul World Cup Stadium）                                 | 124  | 泰國       | 1–0      | 1–1          | 2026年國際足總世界盃外圍賽 |
| 46 | 2024年3月26日  | 泰國，曼谷 · 拉加曼加拉體育場（Rajamangala Stadium）                                 | 125  | 泰國       | 2–0      | 3–0          | 2026年國際足總世界盃外圍賽 |
| 47 | 2024年6月6日   | 新加坡，加冷 · 新加坡国家体育场（National Stadium）                                  | 126  | 新加坡     | 3–0      | 7–0          | 2026年國際足總世界盃外圍賽 |
| 48 | 2024年6月6日   | 新加坡，加冷 · 新加坡国家体育场（National Stadium）                                  | 126  | 新加坡     | 5–0      | 7–0          | 2026年國際足總世界盃外圍賽 |
| 49 | 2024年9月10日  | 阿曼，马斯喀特 · 蘇丹卡布斯綜合運動場（Sultan Qaboos Sports Complex）                | 129  | 阿曼       | 2–0      | 3–1          | 2026年國際足總世界盃外圍賽 |
| 50 | 2024年11月14日 | 科威特，科威特城 · 贾比尔·艾哈迈德国际体育场（Jaber Al-Ahmad International Stadium） | 130  | 科威特     | 2–0      | 3–1          | 2026年國際足總世界盃外圍賽 |
| 51 | 2024年11月19日 | 约旦，安曼 · 安曼國際體育場（Amman International Stadium）                           | 131  | 巴勒斯坦   | 1–0      | 1–1          | 2026年國際足總世界盃外圍賽 |

## 榮譽

### 球會
熱刺
- 欧洲联赛冠军：2024–25賽季

### 國家隊
韓國U-23
- 亞洲運動會足球比賽冠軍：2018年

### 個人
- 英超金靴獎：2021-22賽季
- 国际足联普斯卡什奖：2020年[45]
- 亞洲最佳海外球員：2015年，2017年，2019年，2023年
- 亚洲金球奖：2014年，2015年，2017年，2018年，2019年，2020年，2021年，2022年，2023年
- 倫敦年度最佳球員：2018-19賽季[46]
- 熱刺賽季最佳球員：2018-19賽季，2019-20賽季，2021-22賽季
- PFA年度最佳陣容：2020-2021賽季[47]
- 青龙章（韩国最高级别体育勋章）：2022年 [48]

## 外部連結
- 孫興慜的Facebook專頁
- 孫興慜的Instagram帳戶
- 孫興慜的X（前Twitter）
- 孫興慜 – FIFA國際賽競賽紀錄 (存檔)
- 足球数据库：孫興慜的球员统计数据
- Soccerway資料庫：孫興慜
- Son Heung-min profile（页面存档备份，存于） at the Tottenham Hotspur F.C. website

| 體育角色       | 體育角色                              | 體育角色    |
| -------------- | ------------------------------------- | ----------- |
| 前任： 奇誠庸  | 南韓國家足球隊隊長 2019－             | 繼任： 现任 |
| 前任： ·洛里斯 | 托特纳姆热刺足球俱乐部隊長 2023－2025 | 繼任：      |